# Ortsverzeichnis des Herzogtums Braunschweig im Königreich Westphalen
Nachfolgende Aufstellung beinhaltet die Orte des ehemaligen Herzogtums Braunschweig-Lüneburg im Königreich Westphalen sowie aus den anderen, von den Truppen Napoleon Bonapartes zwischen 1806 und 1813 annektierten Gebieten im ehemaligen Departement der Oker.

## Orte im Departement der Oker

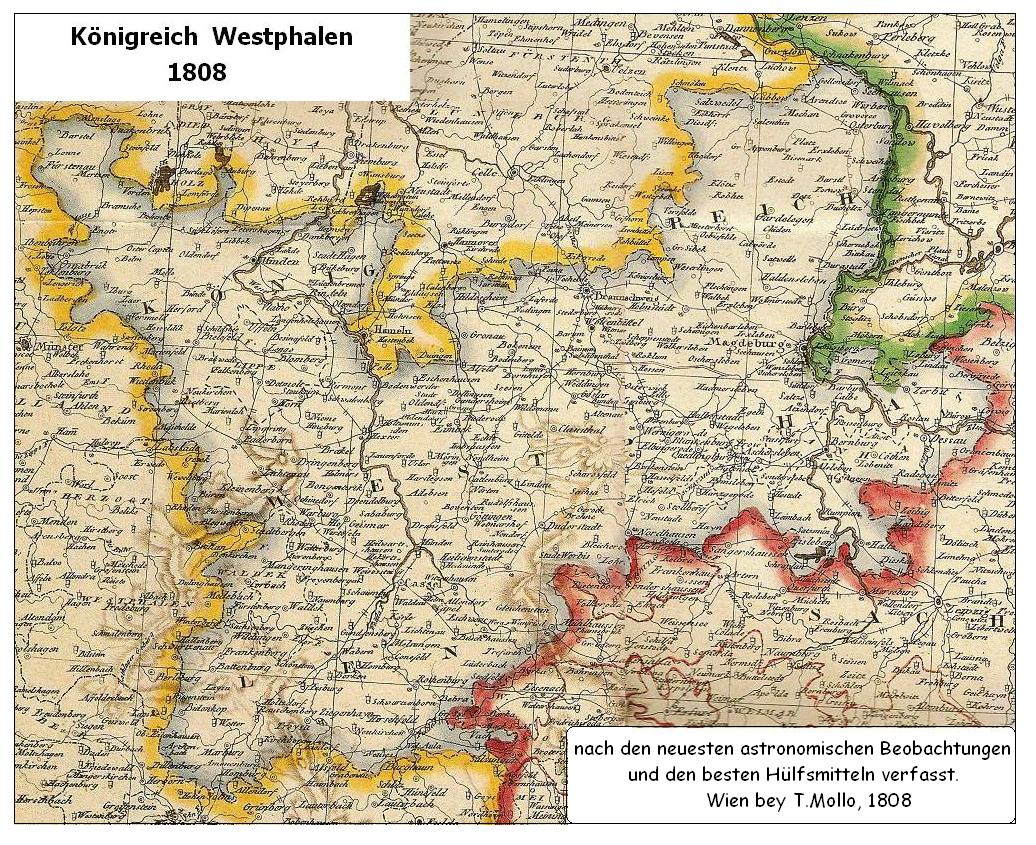
Das Königreich Westphalen 1808

Das Departement der Oker, mit dem Hauptort Braunschweig an der Oker, die dem Departement seinen Namen gab. Dieser kleine Fluss wurde erst unterhalb von Braunschweig schiffbar. Das Land ist in Norden, ist mit Ausnahme einiger Höhenzüge (Elm, Asse) eben, im Süden durch die nördlichen und westlichen Teile des Vorharzes gebirgig.
Das Departement bestand aus den beiden nördlichen Distrikten des Fürstentums Braunschweig-Wolfenbüttel, (die Distrikte Wolfenbüttel und Schöningen fast ganz) mit Ausschluss der Ämter Calvörde und Hessen, sowie die Ämter Harzburg, Langelsheim, Lutter und einem Teil des Amtes Seesen und dem Gerichte Bodenburg. Aus dem preußischen Fürstentum Hildesheim, mit Ausnahme einiger Teile, die dem Departement der Leine zugeschlagen waren. Die bisher zu Hildesheim gehörige Stadt Goslar mit ihren Gebieten. Aus Teilen des Fürstentums Halberstadt auf der Nordseite des Bruchgrabens. Aus Teilen des Magdeburgischen auf der linken Seite der Aller sowie einigen Teilen der Fürstentümer Calenberg und Lüneburg.
Die Grenzen des Departements der Oker verliefen nördlich und westlich durch Kur-Braunschweigische Länder. (das Departement der Aller existierte zu dieser Zeit noch nicht) dann südlich entlang der Grenzen zu den Departements Leine und Harz, ebenso entlang des Bruchgrabens zum Departement der Saale. Östlich war das Departement der Elbe. Im Norden waren die Departemente Aller und Elbe, nach Osten das Departement Elbe, gegen Süden die Departemente Saale, Harz und Leine und Richtung Westen die Departemente Leine und Aller.

### Distrikt Braunschweig
Der Distrikt Braunschweig bestand aus der nördlichen Hälfte des ehemaligen Fürstentums Wolfenbüttel, einige Orte sind anderen Distrikten zugeschlagen worden. Einigen Orten des Schöningischen Bezirks und die nördlichste Gegend des Hildesheimischen, größtenteils entlang der Fuhse.
Begrenzt wurde der Distrikt im Norden vom Hannöverischen, östlich einer Linie von Glendorf im Norden bis zur Grenze zwischen den Kantonen von Königslutter und Schöningen, diese Städte links lassend, bis zum Bruchgraben, südlich vom Bruchgrabens und dem Distrikt Goslar, der bisher die Grenze zum Hildesheimischen bildete, bis zum Dorfe Ölper.
| Kantone                                  | Orte aus dem Herzogtum Braunschweig | aus den umliegenden Gebieten                                                               |
| ---------------------------------------- | --- | ------------------------------------------------------------------------------------------ |
| Bettmar                                  | Bettmar (Betmar), Bodenstedt, Broistedt, Köchingen, Leidingen (Liedungen), Sierße (Lieske), Vallstedt (Vollstedt), | Wahle (Wohle)                                                                              |
| Braunschweig Stadt-Kanton,               | Kreuzkloster, Eisenbüttel, St. Leonard, Ölper, Richmond (Richmont), Steinhof bei Watenbüttel, Wittmar, Völkenrode | * 7. Mai 1808 in drei Kantone geteilt                                                      |
| Braunschweig (West) Sitz in Vechelde     | Bortfeld, Broitzem mit Stiddien (Stiddingen), Denstorf mit Klein Gleidingen, Lamme, Lehndorf und Raffturm (Raffthurm), Rüningen, Sonnenberg (Sonnenburg), Sophiental, Timmerlah (Timmerlade mit Groß Gleidingen), Vechelde mit Vechelade, Watenbüttel mit Gut Steinhof, Wedtlenstedt (Wettenstedt), Völkenrode |                                                                                            |
| Braunschweig (Ost) Sitz in Riddagshausen | Bienrode, Gliesmarode, Melverode, Querum (Queerum), Rautheim, Riddagshausen mit Klein Schöppenstedt und Schöppenstedter Turm, Rühme mit Wendenturm (Wendenthurm), Thune, Veltenhof, Klein Stöckheim, Wenden,                                                                                                   |                                                                                            |
| Gebhardshagen                            | Bruchmachtersen, Calbrecht, Engerode, Ober-Freden und Nieder-Freden, Lichtenberg und Almerhagen, Oster-Linde (Weberlinde), Wester-Linden, Lobmachtersen, Oelber am weißen Wege |                                                                                            |
| Jerxheim                                 | Barnstorf, Beyenstedt (Beierstedt), Dobbeln, Gevensleben, Zollhaus am Hessendamm, Ingeleben, Söllingen, Uehrde, Watenstedt bei Jerxheim, Groß Winnigstedt mit dem Zollhause auf dem Damm, Klein Winnigstedt, Klein-Dahlum, Groß-Dahlum                                                                         | Zollhaus am Kiebitzdamm                                                                    |
| Kremlingen                               | Abbenrode, Destedt, Erkerode, Gardessen, Hemkenrode, Hötzum, Lucklum (Luclum) mit Reitlingen, Schandelah, Schulenrode, Obersickte, Niedersickte, Veltheim a. d. Ohe (Velten an der Ohe), Klein Veltheim |                                                                                            |
| Lafferde                                 | aus dem Preußisches Fürstentum Hildesheim | Gadenstedt, Groß Ilsede, Groß Lafferde, Klein Lafferde, Lengede, Münstedt, Oberg (Obergen) |
| Lesse                                    | Nordassel, Hohenassel, Barbecke, Berel, Burgdorf, Reppner (Repner) |                                                                                            |
| Peine Stadtkanton                        | Dungelbeck, Klein Ilsede, Vöhrum | Peine, Schmedenstedt                                                                       |
| Peine Landkanton                         | Duttenstedt (Diedenstedt), Essinghausen, Fürstenau, Rüper, Wense, Meerdorf, Neubrück, einschließlich Ersehof, Wendeburg mit Harvesse, Zweidorf. Woltorf mit Sophienthal und Fürstenau (kamen später zu Braunschweig),                                                                                          |                                                                                            |
| Remlingen                                | Achim (Achum), Ackenhausen, Groß Biewende, Klein Biewende, Bornum (heute Ortsteil der Gemeinde Börßum (Börsum) im Landkreis Wolfenbüttel), Hedwigsburg mit Kissenbrück, Neindorf, Sötmer (Sottmar) und Donnerburg, Seinstedt, Timmern und Kalme, Hedeper und Wetzleben, Semmenstedt, Wittmar mit dem Jägerhaus | Roklum                                                                                     |
| Salder                                   | Alvesse, Bahrum, Bleckenstedt, Engelnstedt, Hallendorf (Hollendorf), Heerte, Lebenstedt, Sauingen, Üfingen, Watenstedt b. Salder, Wierthe, |                                                                                            |
| Schöppenstedt                            | Bansleben mit der Zingel, Berklingen, Eitzum, Eilum, Küblingen, Mönchevahlberg (Mönch Vahlberg), Große-Rohde, Sambleben (Amtleben) mit Kneitlingen, Schliestedt, Groß Vahlberg, Klein Vahlberg, Warle, Watzum, Weferlingen                                                                                     |                                                                                            |
| Wendhausen                               | Bevenrode, Beienrode, Groß Brunsrode, Klein Brunsrode, Campen, Dibbesdorf, Flechtorf, Hondelage, Hordorf mit Essehof, Lehre, Schapen, Volkmarode, Waggum, Weddel, |                                                                                            |
| Wolfenbüttel Stadtkanton                 | Ampleben, Antoinettenruhe, Gotterslager, Rothen |                                                                                            |
| Wolfenbüttel (West) Sitz in Steterburg   | Adersheim, Cramme, Beddingen, Fümmelse, Geitelde, Halchter mit Bodenstedter Turm und Montplaisir, Immendorf mit Drütte, Leiferde (Lafferde) mit Thidebach, Leinde, Nortenhof mit Kloster Steterburg, Groß Stöckheim, Thiede                                                                                    |                                                                                            |
| Wolfenbüttel (Ost) Sitz in Salzdahlum    | Ahlum, Apelnstedt, Atzum, Ober und Nieder Dahlum, Groß und Klein Dahlum-Groß, Groß und Klein Denkte-, Dettum, Evessen, Gilzum und Hachum, Linden, Mascherode Montplaisir, Salzdahlum (Salz-Dahlum), Volzum, Wendessen                                                                                          |                                                                                            |

### Distrikt Helmstedt
Der Distrikt Helmstedt umfasst den östlichen Teil der nördlichen Hälfte des Fürstentums Wolfenbüttel. Teile des Fürstentums waren im Distrikt Schöningen und im Distrikt Neuhaldensleben des Elbe-Departement sowie dem Distrikt Halberstadt des Saale-Departement. Hinzu kam, vom ehemaligen Fürstentum Halberstadt, das Amt Weferlingen links der Aller sowie nördlich des Bruchgraben den Oscherslebenschen Kreis mit einigen Magdeburgischen Ortschaften.
Der Distrikt Helmstedt grenzt nördlich an das Lüneburgische, östlich an die Aller sowie den Magdeburgischen Distrikt, südlich an den Bruchgraben und westlich an den Distrikt Braunschweig.
| Kantone               | Orte aus dem Herzogtum Braunschweig | aus den umliegenden Gebieten                                                                                                  |
| --------------------- | --- | --- |
| Bahrdorf              | Rickensdorf, (Rikkensdorf) mit Blankenkrug, Völpke mit Birkenkrug, Danndorf, Grafhorst mit der Schomburgs-Mühle, Papenrode mit Groß Sisbeck und Klein Sisbeck (Sissbeck), Groß Twülpstedt mit Volkmarsdorf, Klein Twülpstedt mit Rümmer, Meinkot (Meinenkoth) mit Wahrstedt und Büstedt, Nordsteimke, Reislingen mit Neuhaus und Sandkrug | Hehlingen |
| Hamersleben Kloster   | enthält Teils Halberstädter und Magdeburger Dörfer | Hammersleben mit dem Kloster und Wegensleben (Wagensleben) Gunsleben, Ausleben, Ottleben (Othleben), Wackersleben, Beckendorf |
| Harbke                | Wulferstedt (Wulfersdorf), | Badeleben, Belsdorf, Marienborn, Sommerschenburg, Sommersdorf, Ummendorf, Völpke (Völpe), Wefensleben                         |
| Helmstedt Stadtkanton | Stadt Helmstedt und den Klöstern Marienberg und Ludgeri | |
| Helmstedt Landkanton  | Ennerstedt (Emmerstedt) mit Brunsohle, Frellstedt, Räbke mit Brunsleber-Feld, Warberg, Woltorf | Morsleben, Beendorf mit dem Gesundbrunnen und Steinkohlebergwerk,                                                             |
| Königslutter          | Boimsdorf (Borndorf) mit Rieseberg, Bornum am Elm, Glentorf, Groß Steinum (Groß-Steimke), Lauingen, Lelm mit Langeleben, Schickelsheim mit Rottdorf, Scheppau mit Rothenkamp, Sunstedt mit Hagenhof Süpplingen, Süpplingenburg | Beienrode, |
| Oschersleben          | gehörte zum ehemaligen Fürstentum Halberstadt | Andersleben, Neu-Brandesleben, Emmeringen, Hornhausen, Neindorf                                                               |
| Schöningen            | Alverstorf (abgebaggert), Büddenstedt, Reinsdorf mit Hohnsleben, Runstedt (abgebaggert), Esbeck (Essebeck), Hoyersdorf (Hogendorf), Laurenti-Kirche und Föhrthum, Offleben, Twieflingen, Wobeck | |
| Vorsfelde             | Bergfeld und Anebeck (Ahnebeck), Brackstedt, Brechtorf (Brechdorf), Heßlingen (Heslingen), Hoitlingen (Hötlingen) mit Diddische, Kästorf, Rühen mit Eischott, Parsau und Tiddische, Brachstedt und Velstove, Warmenau mit Kestorf, Vorsfelde mit Wendschott                                                                               | Wolfsburg, Wippermühle mit Wipperhaus und Brechdorf                                                                           |
| Warsleben             | gehörte zum ehemaligen Herzogtum Magdeburg | Barneberg, Hötensleben, Wormsdorf mit Uplingen (heute: Ueplingen)                                                             |
| Weferlingen           | Barmke und Marienthal, Grasleben, Bahrdorf, Mackendorf, Saalsdorf (Salsdorf) mit Altena, Querenhorst | Döhren mit Wolfsdorf, |

### Distrikt Goslar
Der Distrikt Goslar, bestand, außer der ehemaligen Reichsstadt Goslar, aus dem südlichen Gebiet des Preußischen Fürstentums Hildesheim sowie dem Teil des Braunschweigischen, der nicht zum Harz-Departement (Distrikt Einbeck) kam.
Der Distrikt Goslar grenzt nördlich an den Distrikt Braunschweig, östlich entlang des Flüsschens Ecker an das Saale-Departement, westlich an den Distrikt Hildesheim und schließlich südlich an die Leine- und Harz-Departemts.
| Kantone                       | Orte aus dem Herzogtum Braunschweig | aus den umliegenden Gebieten |
| ----------------------------- | --- | --- |
| Bockenem                      | Bodenstein, Bönnien, Bornum mit der Wilhelmshütte, Mahlum mit Hochstedt, Schlewecke und Nienhagen, Volkersheim, Ortshausen mit Jerze, Klein-Rühden, Bockenem                                                 | Bönningen, Bülten, Hary, Groß Ilde, Klein Ilde, Störy (Story), Upstedt, Nette und Werder. |
| Goslar Stadtkanton            | | Auerhahn und die anderen Häusern außerhalb der Stadt, die Vorwerke Riechenberg, Grauhof und Ohlhof |
| Goslar Landkanton Langelsheim | Astfeld mit Juliushütte und Sophienhütte, Langelsheim, Wolfshagen, | Hahndorf, Jerstedt |
| Harzburg                      | Neustedt mit dem Vorwerk Harzburg, Bündheim, Harlingerode, Schlewecke, Westerode, Oker, | Bettingerode (Betingerode) mit dem Altfelder Krug |
| Holle                         | aus dem südlichen Gebiet des Preußischen Fürstentums Hildesheim | Baddeckenstedt (Baddeckenstedt), Binder, Klein- und Groß-Elbe, Klein- und Groß-Heere, Sehlde, Gustedt, Sillium mit dem Gute Woldenberg, |
| Lamspringe                    | aus dem südlichen Gebiet des Preußischen Fürstentums Hildesheim | Lamspringe mit Rolfshagen, Hommersen mit Glashütte, Neuhof mit Wöllersen, Woltersheusen, Garste mit Netze, Dahlum mit Woldenhausen, Rhüden (Groß-Rhüden), Winzenburg mit Hausfreden, Eyershausen, Ohlenrode, Wetterborn (Wetteborn), Freden Klein-Freden |
| Liebenburg                    | aus dem südlichen Gebiet des Preußischen Fürstentums Hildesheim | Dörnten, Groß Döhren mit Klein Döhren, Heißum, Neuenkirchen (Neukirchen) mit Lüderode, Othfresen (Othfrässen), |
| Lutter a. Bbg.                | Lutter am Barenberge mit der Deichmühle und Rode, Hahausen mit Neu(en)krug und Pepkenmühle, Haringen, Nauen, Neuwallmoden, Bredeln (bei Hotteln an der Innerste), Ostlutter, Wallmoden (Neu-Wallmoden), Upen | |
| Salzgitter                    | aus dem südlichen Gebiet des Preußischen Fürstentums Hildesheim | Beinum, Flachstöckheim, Gitter am Berge (Dorfgitter), Hohenrode, Mahnert-Groß, Ohlendorf, Ringelheim, Voßpaß, Steinlah, Groß-Flöthe und Klein Flöthe, Mahnert-Klein, Haverlah, Kniestedt                                                                 |
| Schladen                      | aus dem südlichen Gebiet des Preußischen Fürstentums Hildesheim | Beuchte, Burgdorf, Dorstadt mit dem Kloster Ohrum, Gielde, Heiningen mit dem Kloster, Wehre, |
| Vienenburg                    | Vom 1. Januar 1810 an kam Wiedelah und Vorwerk Wennerode (Kanton Horneburg) hierher. | Immenrode, Lengede, Lochtum, Wettig, Wöltingerode, |

### Distrikt Hildesheim
Der Distrikt Hildesheim entstand aus dem ehemaligen Hochstift und späteren Preußischen Fürstentum Hildesheim, ohne den nordöstlichen Teil, der zum Distrikt Braunschweig gekommen war, sowie dem südöstlichen Teil, der sich im Distrikt Goslar wiederfand. Das südwestlich etwas abgelegene Amt Hunnesrück kam in das Leine-Departement, zum Distrikt Einbeck, zusammen mit einigen anderen südlich und westlichen Orten des größeren zusammenhängenden Teil des Fürstentums, darin einige völlig von Hildesheim eingeschlossene Braunschweigische und Hannöversche Orte.
Begrenzt wird der Distrikt Hildesheim im Norden durch Hannover, östlich durch den Distrikt Braunschweig, südlich entlang einer Linie vom Orte Ölper bis an den Fluss Innerste bei dem Orte Rehna, von da in die Gegend des Ortes Werder, entlang des Berge Steimberg und Oheberg bis zum Dorf Waldersen, nun bis zur Grenze des Amtes Lamspringe bis zur Leine, der Grenze des Departements. Im Westen grenzte der Distrikt, entlang der Leine, an Hannöversche Länder.
| Kantone                   | Orte aus dem Herzogtum Braunschweig | aus den umliegenden Gebieten |
| ------------------------- | ----------------------------------- | --- |
| Alfeld                    |                                     | Adenstedt, Irmenseul (Armenseil), Eime (Eimsen), Everode, Harbarnsen, Hörsum, Langenholzen, Röllinghausen (Rellihausen), Sack, Wettensen, Meimelshausen im Leinetal, Sievershausen, Relliehausen, Westfeld mit Wrisbergholzen, |
| Algermissen               |                                     | Groß-Algermissen, Klein-Algermissen, Lühnde, Groß-Lobke (Groß-Lübke), Ummeln, Watzum, Bolzum (Botzum), Ingelheim, Wehmingen, Wieringen (Wirringen),                                                                            |
| Bodenburg                 | Oestrum                             | Almstedt und Seggeste, Breinum, Evensen (Eversen), Grafeld (Graffeld), Petze, Sehlen, Sellenstedt, Wehrstedt, |
| Borsum                    |                                     | Adlum (Attlum), Asel, Harsum, Klein Förste, Hönnersum, Rautenberg, Machtsum (Machtzum) und Bründeln (Bründelen), Borsumer Paß (Algermissen), Bülten, Groß Förste, Hasede, Heersum, Hüddessum (Hüdersum)                        |
| Elze                      |                                     | Burgstemmen, Klein Escherde, Groß Escherde, Heyersum (Heiersen), Kuhlager mit dem Gute Poppenburg, Mahlerten, Mehle, Nordstemmen, Poppenburg,                                                                                  |
| Gronau                    |                                     | Barfelde (Barfeld), Eitzum, Nienstedt, Beitlum, Brüggen, Barfeld, Gronau mit Dötzen, Eberholzen, Kloster Escherde, Rheden, Heinum, Wallenstedt, Sibbense (Siebesen), Höntze mit Möllensen                                      |
| Hildesheim Stadtkanton    |                                     | Posthof |
| Hildesheim Landkanton     |                                     | Achtum, Bavenstedt (Babenstedt) mit Steuerwald, Drispenstedt, Uppener Pass (Upnerpaß), Uppen (Upum), Bettmar, Einum, Heinde mit dem Gut Wahlshausen, Itzum, Lechstedt (Leckstedt), Listringen, Wahlhausen                      |
| Hoheneggelsen (Söhlde)    |                                     | Bettrum, Feldbergen, Groß-Himstedt, Klein-Himstedt, Möllum, Söhlde (Söhle), Steinbrück |
| Hohenhameln               |                                     | Adenstedt, Beckum, Bierbergen, Klauen/Clauen, Ohlum, Soßmar, Stedum (Bekum), Groß Solschen, Klein-Solschen |
| Moritzberg                |                                     | Barienrode, Barnten, Dieckholzen, Söhre (Söhrde), Emmercke, Groß-Giesen, Klein-Giesen, Giften, Himmelsthür, Marienberg (Marienburg), Ochtersum, Lademühle, Sorsum                                                              |
| Nettlingen                |                                     | Astenbeck, Dingelbe, Wöhle, Grasdorf, Heersum, Helmersen, Luttrum, Bindermühle, Rehne, Wajenstedt |
| Ottbergen (Schellerten)   | Oedelum,                            | Aststedt (Astedt), Dinklar, Farmsen, Garbolzum, Kemme, Schellerten (Schelverten), Wendhausen, Garmissen-Garbolzum (Garmsen) |
| Salzdethfurt              |                                     | Detfurth (Dorfdetfurt), Groß-Düngen, Klein-Düngen, Hockel (Kockelen), Wesseln, Derneburg, Egenstedt mit Röderhof, Hackenstedt, Henneckenrode, Hofschwiechelde, Mordmühle, Söder, Sottrum                                       |
| Sarstedt                  |                                     | Ahrbergen, Bledeln, Gleidingen, Gödringen (Götringen), Heisede, Hotteln, Oesselse, Ruthe |
| Schweicheld (Schwicheldt) | Oelsburg (Ölsburg)                  | Telgte, Berkum, Klein Bülten, Equord, Mehrum, Rosenthal, Hahndorf und dem Hofe Schwichelde, Rötzum |

## Braunschweigische Orte in anderen Departements

### Departement der Leine
Der Distrikt Einbeck umfasste den Teil der sog. Landschaft des bisherigen Hannöverschen Fürstentum Grubenhagen. Andere Teile des Fürstentums gehörten zum Distrikt Göttingen, bzw. zum Distrikt Osterode im Harzdepartement, zusammen mit Teilen des Fürstentums Göttingen. Weiter gehörten in den Distrikt Einbeck, der zwischen Leine und Weser gelegene Teil des ehemaligen Fürstentums Wolfenbüttel, ohne die Orte am linken Weserufer, die wiederum zum Distrikt Höxter im Fuldadepartement kamen. Zudem Teile des Amtes Ottenstein, ohne die an die Distrikte Hildesheim und Goslar im Okerdepartement gekommenem Ortschaften. Die zwischen dem bisher Braunschweigeschen und Hildesheimischen Ländern gelegenen hannöverschern Relliehausen einschließlich des Amtes Hunnesrück und einige andere Orte an der südlichen und westlichen Spitze des Hauptlandes von Hildesheim sowie dem bisher Corveyschen Ort Lüchtringen, rechts der Weser.
Der Distrikt Einbeck grenzt südlich an den Distrikt Göttingen, westlich an die Weser, nördlich an das Callenbergische und den Distrikt Hildesheim im Okerdepartement sowie östlich an den Distrikt Osterode in Harz-Departement.
| Kantone        | Orte aus dem Herzogtum Braunschweig |
| -------------- | --- |
| Delligsen      | Ammensen, Brunkensen, Carlshütte, Coppengrave, Düstertal, Grünenplan-Spiegelh, Hohenbüchen, Gerzen, Kaierde, Varrigsen, |
| Einbeck        | Ahlshausen, Haieshausen, Opperhausen, Sievershausen, |
| Eschershausen  | Buchhagen, Dielmissen, Eimen, Heinrichshagen, Holtensen am roten Stein, Dorf, Holzen, Kirchbrak, Lenne Lüerdissen, Mainholzen*, Ölkassen, Scharfoldendorf, Vorwohle, Westerbraak, Wickensen, * Mainzholzen gehört zur Gemeinde Eimen, ebenso wie die Orte Eimen und Vorwohle. Die Gemeinde Eimen wiederum ist Teil der Samtgemeinde Eschershausen-Stadtoldendorf. |
| Fürstenberg    | Boffzen, Derental, Meinbrexen, |
| Gandersheim    | Bentierode, Billerbeck, Orxshausen und Rimmerode, Beulshausen, Clus-Kloster, Brunshausen, Ellierode, Gehrenrode, Gremsheim, Hachenhausen, Hilprechtshausen, Heckenbeck, Helmscherode, Seeboldehausen, Wolperode, Wrescherode, Dannhausen, Gremsheim, Hachenhausen, Helmscherode, Kreiensen,                                                                       |
| Greene         | Bartshausen, Bruchhof, Buensen, Hallensen und Voldagsen, Erzhausen, Garlebsen, Naensen, Stroit, Wenzen, |
| Halle (Weser)  | Bessingen und Harderode, Bisperode, Bremke, Daspe, Linse und Thran bei Halle, Heyen, Dohsen, Hunzen, Kreipke, Tuchtfel und Wegensend, |
| Jerxheim       | Dankelsheim |
| Holzminden     | Allersheim, Dölme, Lobach, Lütgenade und Reileifze und Forst, Altendorf, Stadtteil von Holzminden, Amelungsborn, Golmbach, Hoheneiche, Pilgrimshütte (Glashütte bei Schornborn), Rühle, Schornborn (Glashütte), Warbsen, |
| Oschersleben   | Breitenkamp |
| Seesen         | Badenhausen, Bornhausen, Engelade, Herrhausen, Iledehausen, Kirchberg und Münchehof, Gittelde, Ottenstein mit Lichtenhagen, Staufenburg, Windhausen, |
| Stadtoldendorf | Arholzen, Braak, Deensen, Heinade, Hellental, Holenberg, Merxhausen, Negenborn, Wangelnstedt, Denkiehausen, Emmerborn und Linnenkamp., Westerhof Olxheim, Rittierode, |

### Departement der Elbe
Das ehemalige Braunschweigische Amt Calvörde lag am östlichen Ende des Drömlings.
| Kantone         | Orte aus dem Herzogtum Braunschweig                                             |
| --------------- | ------------------------------------------------------------------------------- |
| Calvörde        | Berenbrock, Hünerdorf, Jeseritz, Lössewitz, Neuhof, Parleib, Velsdorf, Elsebeck |
| Neuhaldensleben | Uthmöden, Zobbenitz                                                             |

### Departement der Fulda
In diesen Distrikt gehörten einige ehemalige Braunschweigische Orte links der Weser.
| Kantone     | Orte aus dem Herzogtum Braunschweig               |
| ----------- | ------------------------------------------------- |
| Bodenwerder | Grave, Hehlen, Kemnade, Lichtenhagen, Ottenstein, |

### Departement der Weser
Das ehemalige Amt Thedinghausen, eine Braunschweigische Enklave in der Grafschaft Hoya, kam in den Distrikt Rinteln.
| Kantone       | Orte aus dem Herzogtum Braunschweig                                                  |
| ------------- | ------------------------------------------------------------------------------------ |
| Thedinghausen | Ahsen, Bahlum, Dibbersen, Essel, Holtorf, Horstedt, Lunsen, Neudorf, Oetzen, Werder. |

### Departement der Saale
Nur ein ehemals Braunschweigischer Ort kam in den Distrikt Halberstadt.
| Kantone   | Orte aus dem Herzogtum Braunschweig |
| --------- | ----------------------------------- |
| Dedeleben | Pabstorf,                           |